# 玉女峰 (花果山)
玉女峰，又名青峰顶或清风顶，位于江苏连云港花果山上，海拔625.3公尺，是江苏省最高峰，是花果山名胜风景区主要旅游景点之一。
峰上建有迎曙亭。
主要文献包括：
- 游青峰顶记
- 云台山志
- 云台补遗
- 登青峰顶